# Janusz Kozak
Janusz Kozak (ur. 4 lipca 1953 w Pucku) – polski inżynier, profesor nadzwyczajny na Wydziale Oceanotechniki i Okrętownictwa Politechniki Gdańskiej Politechniki Gdańskiej, kierownik Katedry Technologii Obiektów Pływających, Systemów Jakości i Materiałoznawstwa. Dziekan Wydziału Oceanotechniki i Okrętownictwa Politechniki Gdańskiej (2012–2020).

## Życiorys
W 1978 ukończył studia w Instytucie Okrętowym Politechniki Gdańskiej. Po ukończeniu studiów pracował w Stoczni Gdynia, od 1980 zatrudniony w Katedrze Technologii Okrętów Instytutu Okrętowego (przemianowanego później na Wydział Oceanotechniki i Okrętownictwa) na stanowisku technologa (1980), specjalisty (od 1984), asystenta (od 1993), po obronie pracy doktorskiej pt. „Metoda oceny trwałości zmęczeniowej złożonych węzłów konstrukcji kadłuba statku w oparciu o koncepcję bezpiecznego pękania” (1997) – na stanowisku adiunkta, zaś po habilitacji na Akademii Techniczno-Rolniczej w Bydgoszczy (2006) na stanowisku profesora nadzwyczajnego (2011).
Od 2008 roku kierownik Katedry Technologii Obiektów Pływających, Systemów Jakości i Materiałoznawstwa.
W latach 2008–2012 prodziekan ds. naukowo-badawczych, w latach 2012–2020 dziekan Wydziału Oceanotechniki i Okrętownictwa PG.
Wyróżniony Nagrodą Ministra Nauki i Szkolnictwa Wyższego, wielokrotnie nagrodami Rektora Politechniki Gdańskiej; odznaczony srebrnym i złotym krzyżem zasługi.
Obszar działań naukowych to zmęczenie konstrukcji metalowych w warunkach morskich i nowoczesne materiały konstrukcyjne, a szczególnie stalowe panele sandwich spawane laserowo.